# خوسيه إغناثيو غوتيريز
خوسيه إغناثيو غوتيريز (بالإسبانية: José Ignacio Gutiérrez Cataluña)‏ هو دراج إسباني، ولد في 1 ديسمبر 1977 في بلنسية في إسبانيا.

## وصلات خارجية
- خوسيه إغناثيو غوتيريز على موقع الاتحاد الدولي للدراجات (الإنجليزية)
- خوسيه إغناثيو غوتيريز على موقع أرشيف الدراجات (الإنجليزية)
- خوسيه إغناثيو غوتيريز على موقع إحصائيات الدراجات الإحترافية (الإنجليزية)
- خوسيه إغناثيو غوتيريز على موقع نسبة الدراجات (الإنجليزية)